# Sonnenastrilde
Sonnenastrilde (Neochmia), auch Sonnenamadinen genannt, sind eine Gattung aus der Familie der Prachtfinken. In ihrem Verhalten und ihrem Gefieder weisen sie Ähnlichkeiten zu den afrikanischen Amaranten und den Blauastrilden auf.

## Systematik
Strittig ist die Anzahl der Arten dieser Gattung. Nach Auffassung von Horst Bielfeld, der das deutschsprachige Standardwerk über Prachtfinken veröffentlicht hat, gehören der Binsenastrild aufgrund seiner Färbung, seiner Schwanzlänge und seines Verhaltens in eine eigene Gattung. Aus seiner Sicht sind die Ähnlichkeiten zwischen Sonnenastrild und Binsenastrild nur der Ausdruck einer konvergenten, also an gleiche Bedingungen angepassten Entwicklung. Clement führt 1993 nur zwei Arten für diese Art auf, nämlich den Sonnenastrild und den Binsenastrild. Die Ornithologen Jürgen Nicolai und Joachim Steinbacher führen 2001 drei Arten auf (Sonnenastrild, Binsenastrild und Dornastrild). BirdLife Factsheet zählt dagegen vier Arten zu dieser Gattung. Dieser Zuordnung ist auch hier gefolgt.

## Verbreitung
Sowohl der Binsenastrild als auch der Sonnenastrild sind in Australien beheimatet. Beide Arten halten sich vorzugsweise in der Nähe von Gewässern, in Sümpfen und Niederungen mit hohem Gras, Binsen, Schilf und Seggen auf.

## Arten
Die folgenden Arten gehören zur Gattung der Sonnenastrilde:
- Binsenastrild (N. ruficauda)
- Dornastrild (N. temporalis)
- Sonnenastrild (N. phaeton)
- Zeresamadine (N. modesta)

## Belege